# Edward Rydz-Śmigły

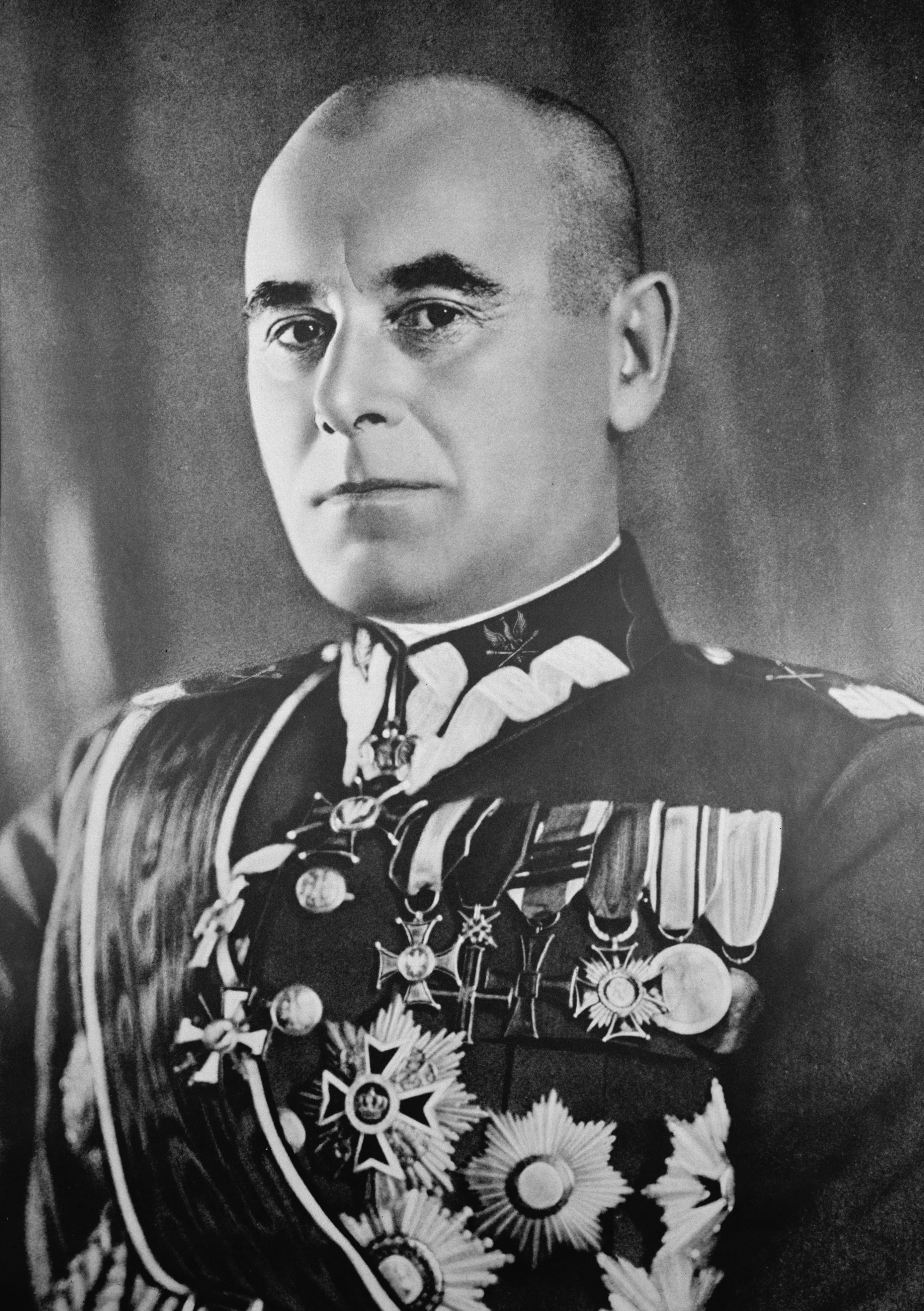
Rydz-Śmigły als maarschalk

Edward Rydz-Śmigły (Berezjani, bij Ternopil, nu Oekraïne, 11 maart 1886 - Warschau, 2 december 1941) was een Pools politicus, maarschalk, dichter en kunstschilder.

## Leven

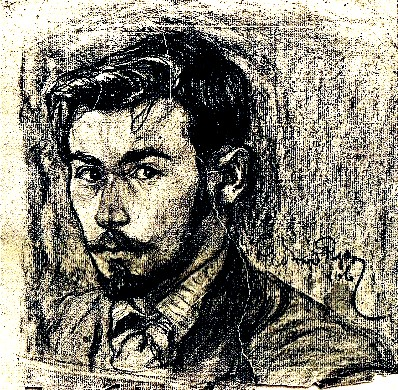
Zelfportret, gemaakt in 1906, tijdens zijn 'schildersjaren'

#### Vroege jaren
Edward Rydz (Śmigły, 'de snelle' was eigenlijk een bijnaam) was de zoon van een Oostenrijk-Hongaarse beroepsmilitair. Hij studeerde filosofie en kunstgeschiedenis aan de Universiteit van Krakau. Met de ambitie om kunstschilder te worden ging hij vervolgens naar de Academie voor Schone Kunsten te Krakau, waar hij studeerde onder Leon Wyczółkowski en Teodor Axentowicz. Daarna volgde hij schildersopleidingen in München, Neurenberg en Wenen. Van 1910 tot 1911 volgde hij een officiersopleiding in Oostenrijk. Hij kreeg ook het voorstel daar vervolgens dienst te nemen in het leger, maar sloeg dat af. In 1912 en 1913 studeerde hij opnieuw aan de Academie voor Schone Kunsten te Krakau, nu onder Józef Pankiewicz. Rydz was in zijn jonge jaren actief in diverse socialistische verenigingen.

#### Eerste Wereldoorlog
Bij het begin van de Eerste Wereldoorlog trad Rydz in dienst van het Oostenrijk-Hongaarse leger en werd al snel toegevoegd aan de Poolse eenheden van Józef Piłsudski, om tegen de Russen te vechten. Al snel steeg hij in rang tot kolonel. Onder invloed van Piłsudski ontwikkelde Rydz sterke Pools-patriottische opvattingen. In 1917 weigerde hij om een eed te zweren op de Oostenrijk-Hongaarse en Duitse keizers, waarmee hij samen met andere militairen aangaf niet akkoord te gaan met een positie van Polen als gouverneurstaat van beide landen. Hij werd daarop een tijdje gevangengezet, maar om gezondheidsredenen weer vrijgelaten. Begin 1918 werd hij benoemd tot een der bevelhebbers van de Geheime Poolse Militaire Organisatie (Polska Organizacja Wojskowa, afgekort POW), die voor een onafhankelijk Polen streed. Na de oorlog was hij betrokken bij de vormgeving van de nieuwe onafhankelijke Poolse staat, met Piłsudski als voorlopig president. Zelf werd hij minister van oorlog en was hij betrokken bij tal van internationale naoorlogse onderhandelingen.

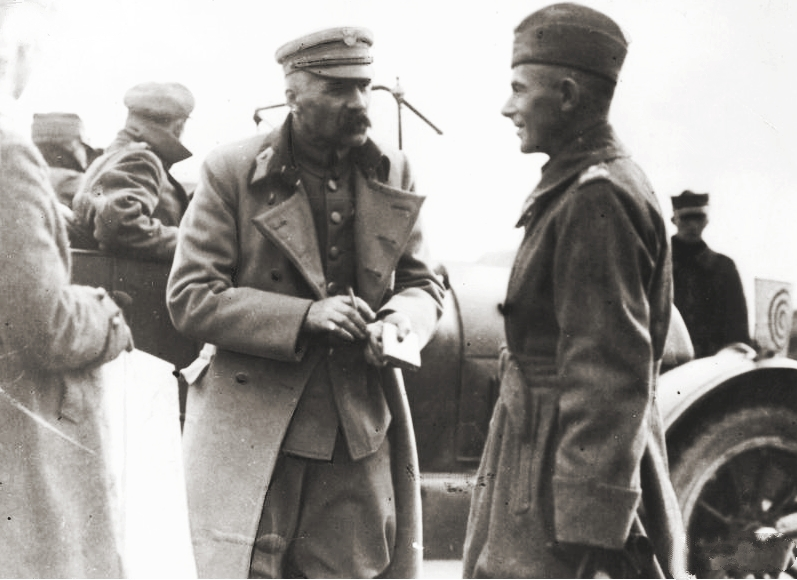
Piłsudski (l) en Rydz-Smigly in 1920, tijdens de oorlog tegen de Bolsjewieken

#### Strijd tegen de Bolsjewieken
Tijdens de Pools-Russische Oorlog (1919-1921) was Rydz bevelhebber van de Poolse troepen in de districten Warschau en Lublin. In 1919 veroverde hij Vilnius en Dünaburg op de Bolsjewieken en in 1920 bevrijdde hij Letland, waarvoor hij de Militaire Orde van de Berendoders kreeg toegekend. Samen met Piłsudski en Sikorski behaalde hij de overwinning tijdens de Slag om Warschau (1920), waarmee Polen definitief onafhankelijk bleef. Na afloop van de slag blokkeerde Rydz de terugtocht van de Russische troepen van Toechatsjevski en Gaik Bzjisjkan. De Russen werden gedwongen zich via Oost-Pruisen terug te trekken, waar ze smadelijk door de Duitsers gevangen werden genomen.

#### Van 1921 tot 1939
Van 1922 tot 1926 was Rydz-Śmigły verantwoordelijk voor de opbouw van het Poolse leger, waarvoor hij diverse malen naar Frankrijk reisde. In 1926 steunde hij de in 1923 als president afgetreden Piłsudski bij het uitvoeren van een putsch, waarna hij tot plaatsvervangend maarschalk werd benoemd, verantwoordelijk voor alle oostelijke aangelegenheden. Na de dood van Piłsudski in 1935 volgde zijn benoeming tot maarschalk, waarmee hij de op papier 'tweede persoon' in het land werd, na president Ignacy Mościcki, eerder in die functie de stroman van Piłsudski, die de werkelijke macht in handen had. In de praktijk zouden er rondom Rydz-Śmigły en Mościcki echter afzonderlijke machtscentra ontstaan, die fel met elkaar rivaliseerden. Pas kort voor de Tweede Wereldoorlog zouden ze zich min of meer met elkaar verzoenen.
Aan de vooravond van de Tweede Wereldoorlog was het ook Rydz-Śmigły die met het buitenland onderhandelde over de positie van Polen. Hij wees in 1937 een voorstel van Hermann Göring af om zich aan te sluiten bij het Anti-Kominternpact, omdat hij Duitsland niet vertrouwde. Anderzijds verklaarde hij in 1939 aan de Westerse grootmachten dat hij nooit zou toestaan dat Rusland over Pools grondgebied naar het Westen zou trekken, omdat hij er niet van overtuigd was dat Rusland dan ooit nog het Pools grondgebied zou verlaten.

#### Laatste jaren
Op 1 september 1939 viel Duitsland Polen binnen, waarbij Rydz-Śmigły het opperbevel over de Poolse troepen voerde. Hij betoonde rust en overzicht, maar bleek geen antwoord te hebben op de tactiek van de Blitzkrieg en luchtaanvallen. Op 17 september vielen ook de Russen Polen binnen, waarna de Poolse regering asiel aanvroeg in Roemenië. Rydz-Śmigły bleef in eerste instantie op zijn post, maar op 26 september zag hij het hopeloze van zijn missie in en week ook hij uit naar Roemenië, zonder een opvolger te benoemen. Naar hij later zou beweren deed hij dat om niemand achter te laten die bevoegd was een capitulatie te ondertekenen, maar niettemin werd zijn 'vlucht' hem later door veel Polen erg kwalijk genomen.

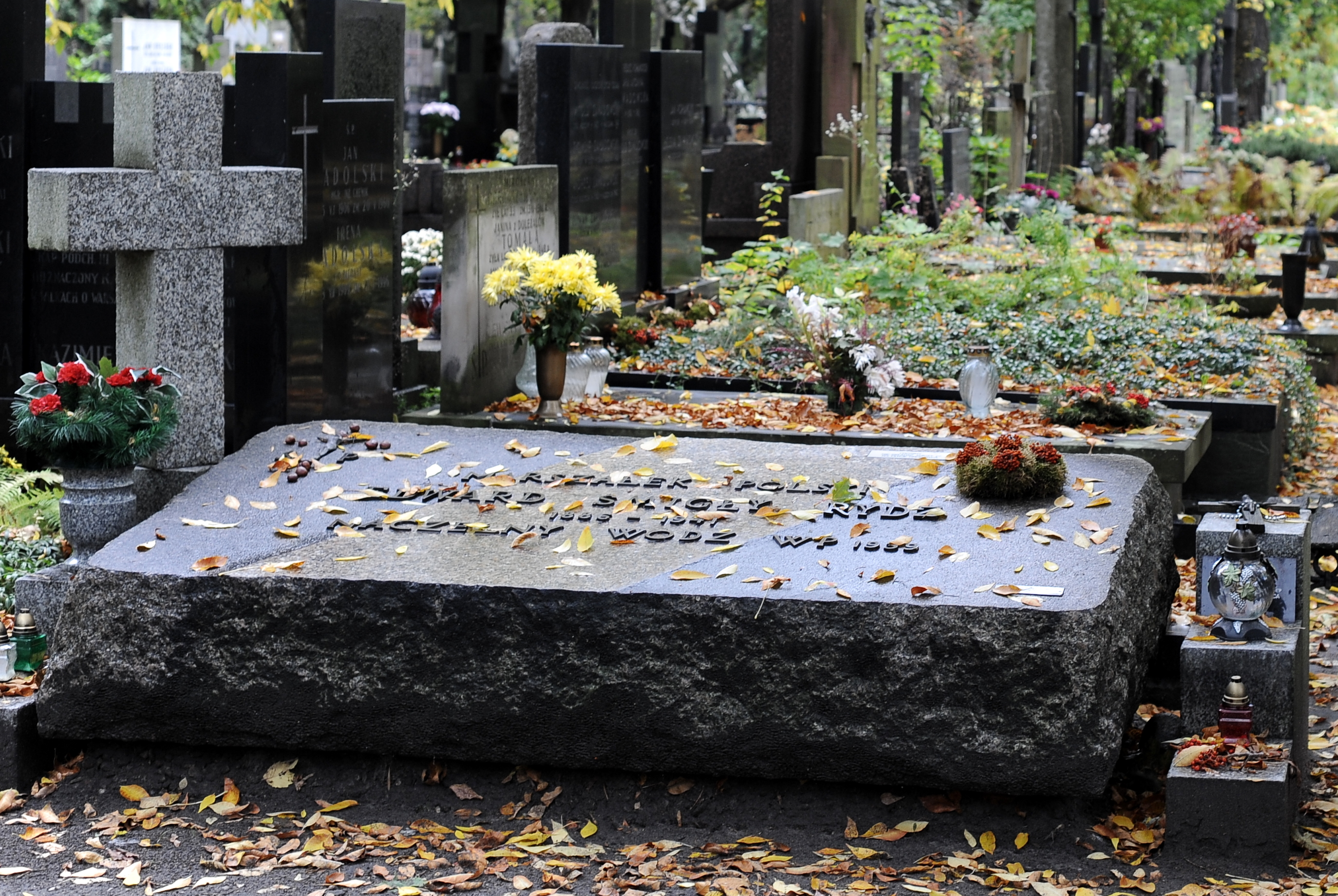
Graf van Rydz-Śmigły in Warschau

Vanuit Roemenië vroeg Rydz-Śmigły asiel aan in Frankrijk, maar dat werd hem niet toegestaan, mede door bemoeienis van Władysław Sikorski, die daar net de Poolse regering in ballingschap had uitgeroepen. Sikorski en Rydz-Śmigły waren sinds hun gezamenlijke strijd in de Pools-Russische Oorlog militair-politieke rivalen en nog bij het uitbreken van de oorlog had Rydz-Śmigły geweigerd om Sikorski het bevelhebberschap van een legerregiment toe te kennen. Na twee jaar ballingschap in Roemenië en Hongarije keerde Rydz-Śmigły in vermomming terug naar het bezette Warschau en sloot zich onder de naam 'Adam Zawisza' als soldaat aan bij het verzet. Waarschijnlijk speelden bij Rydz-Śmigły's besluit om terug te keren motieven mee om zijn door zijn vermeende vlucht geschonden blazoen weer op te poetsen, maar in Warschau werd hij allerminst met open armen ontvangen. Hij nam contact op de leider van het verzet, oud-generaal Stefan Rowecki, die echter al door Sikorski geïnstrueerd was Rydz-Śmigły's terugkeer als sabotage te beschouwen. Vijf weken na zijn terugkeer kreeg Rydz-Śmigły een hartaanval en kwam te overlijden. Onder de naam Adam Zawiska werd hij begraven op het kerkhof Powązki.

#### Post mortem
Pas in 1991 kreeg Rydz-Śmigły's graf voor het eerst zijn werkelijke naam erop gezet. In 1994 werd er bovendien een imposante grafsteen op geplaatst. Tijdens de communistische periode na de oorlog werd de naam van Rydz-Śmigły altijd verbonden aan verraad, tegenwoordig wordt hij echter door velen gezien als een Pools patriot in hart en nieren, die alles voor zijn land opofferde en tragisch aan zijn einde kwam.
Rydz was gehuwd met Marta Zaleska-Thomas, die in 1951 in Nice onder nooit opgehelderde omstandigheden werd vermoord. Haar lichaam werd gevierendeeld teruggevonden. Het echtpaar had geen kinderen.

## Werk

#### Schilderijen van Rydz-Śmigły

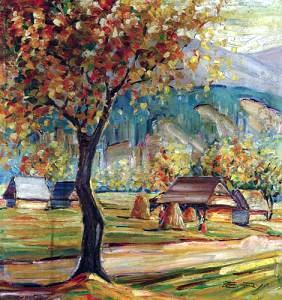
Landschap met bergen in de herfst
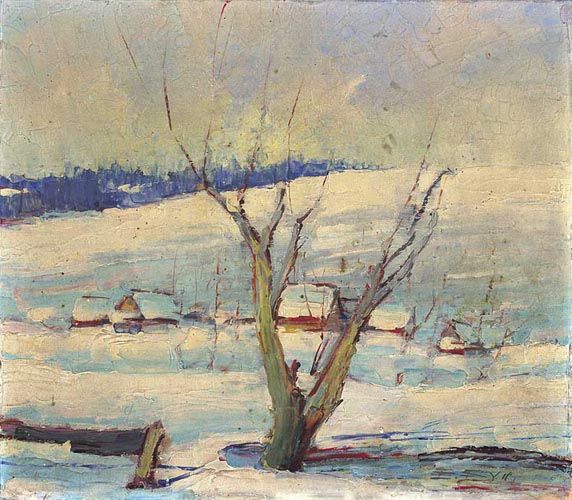
Winterlandschap
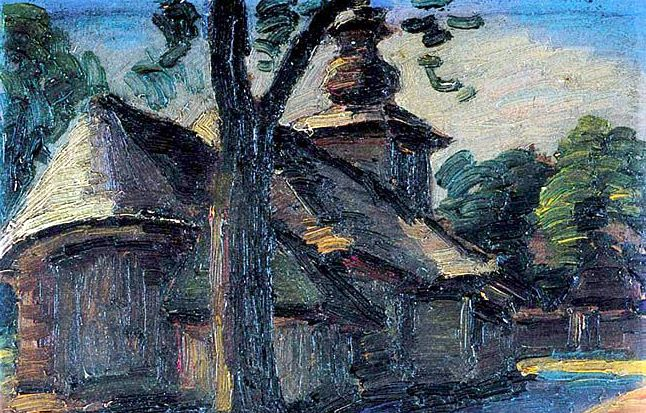
Kerk
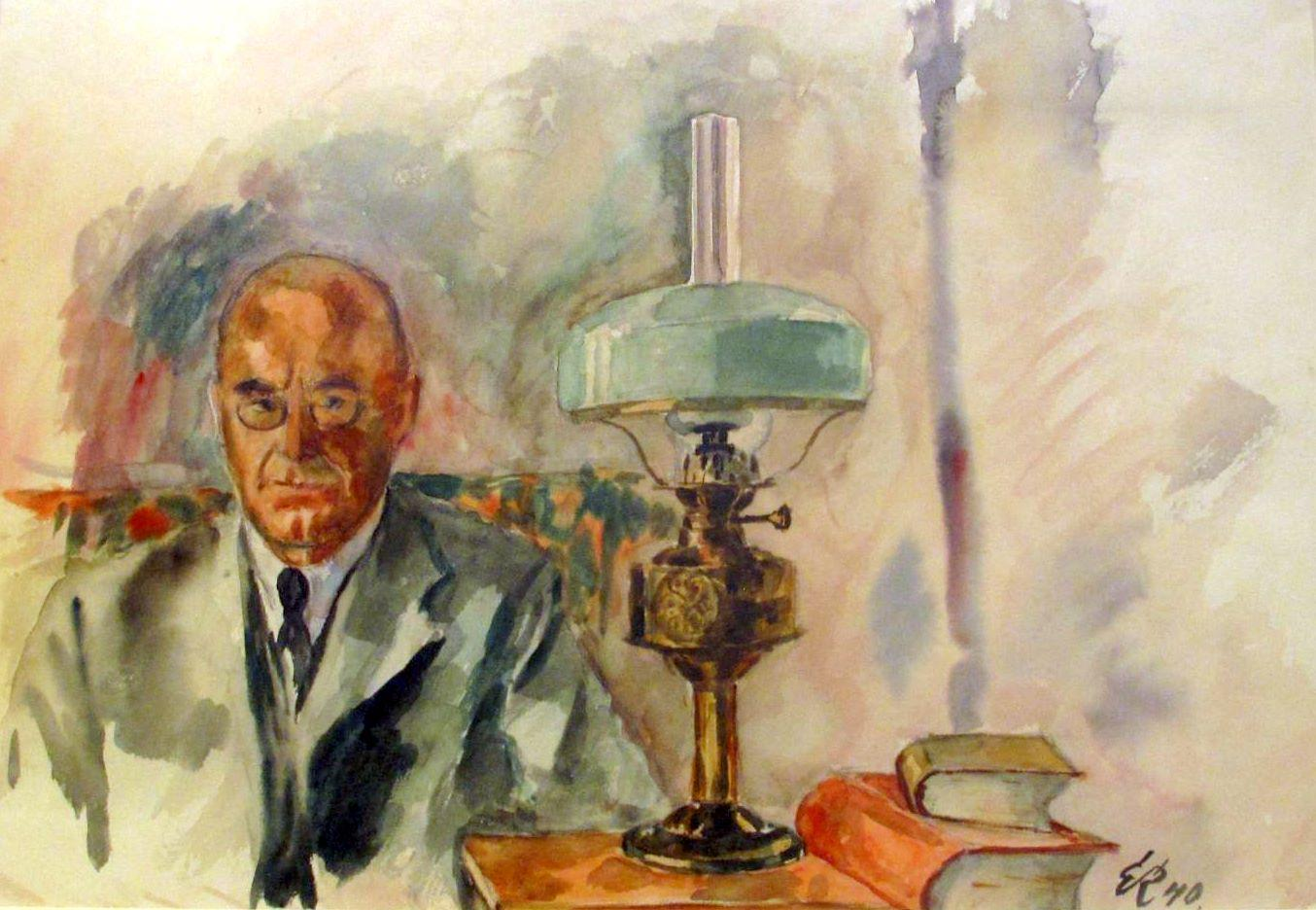
Zelfportret, geschilderd tijdens zijn ballingschap in Roemenië, 1940

#### Militair-theoretische werken
- Walka na bagnety (De bajonettenstrijd), Lemberg 1914
- W sprawie polskiej doktryny (De Poolse militaire doctrine), Warschau 1924;
- Kawaleria w osłonie (De cavalerie als verdedigingseenheid), Warschau 1925;
- Rozkazy, Artykuły, Mowy (Orders, artikelen en redes), Warschau 1936;
- Wojna polsko-niemiecka (Pools-Duitse oorlog), Boedapest 1941;

#### Poëzie
- Gedichtenbundel Dążąc do końca swoich dróg (Strevend naar het einde van de weg), Londen 1989